# Peugeot 208
Peugeot 208 este un automobil de clasă mică (segment B european) produs de constructorul francez de automobile Peugeot. Primele imagini au apărut oficial în noiembrie 2011, automobil fiind prezentat oficial la Salonul Auto de la Geneva, în martie 2012 și comercializându-se din 2012. 208 succede Peugeot 207, după 6 ani de comercializare.

## Prima generație (A9; 2012)

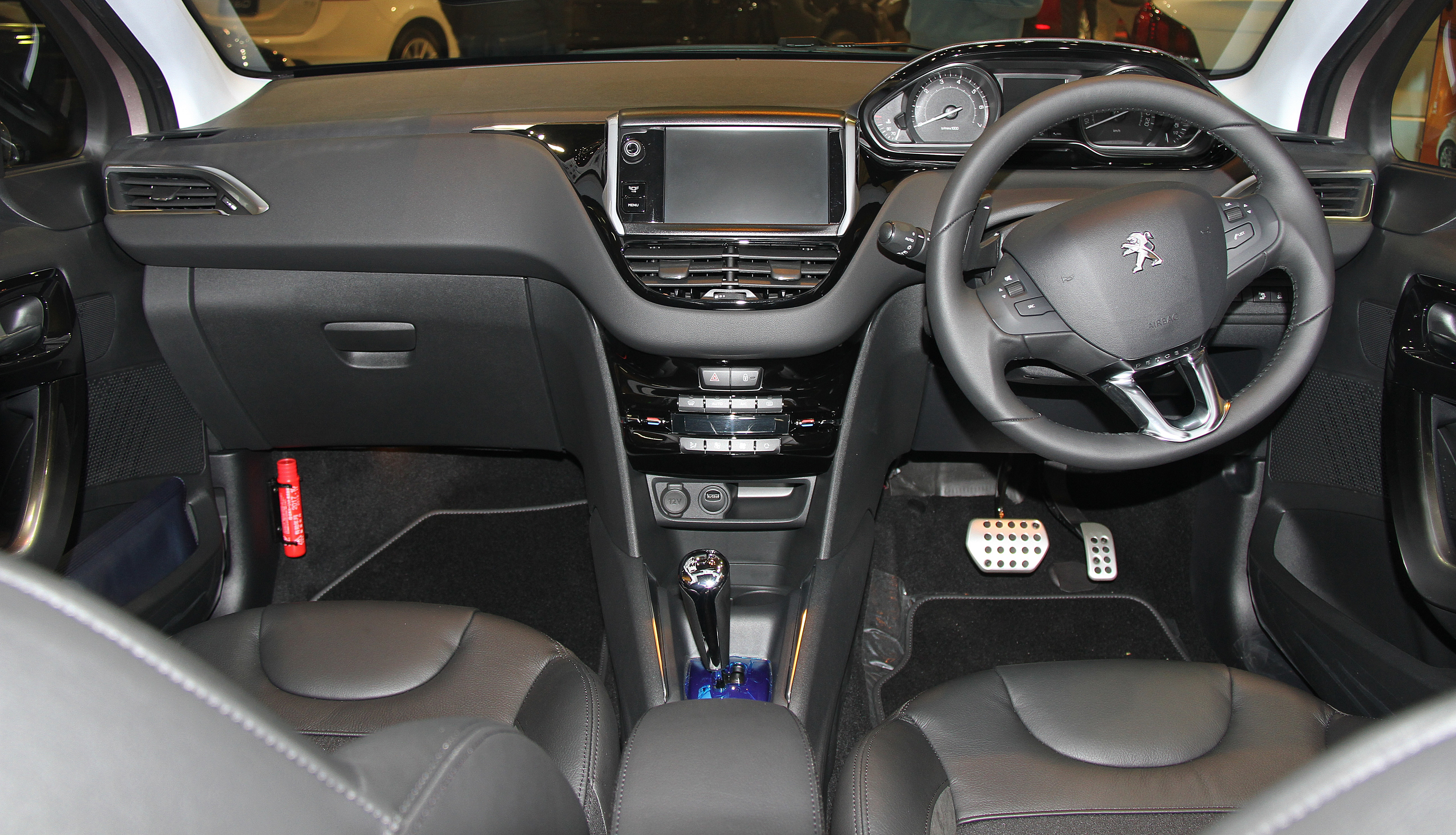
Interior

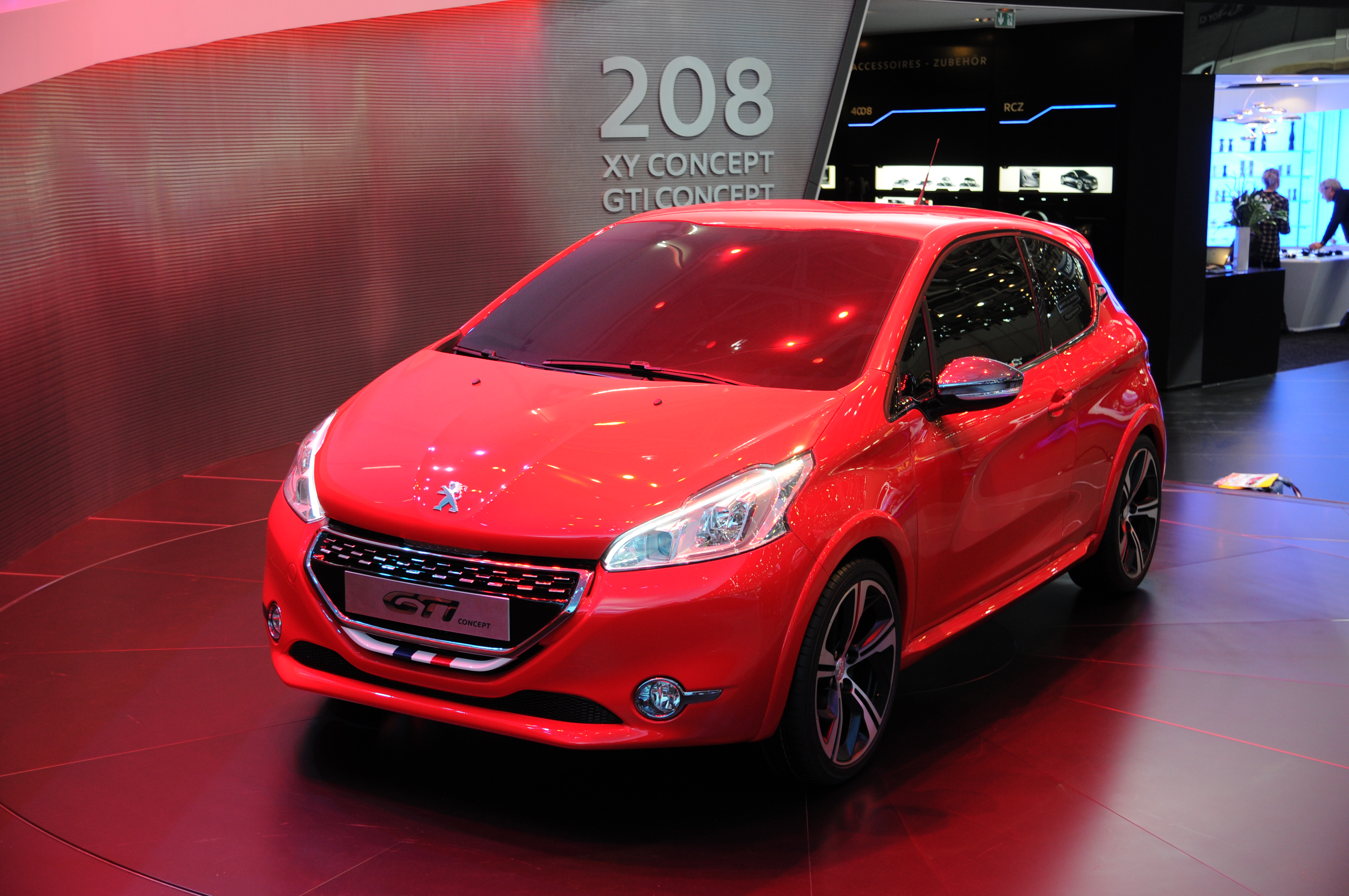
208 GTI, la prezentarea oficială de la Salonul Auto de la Geneva 2012

Este produs pe platforma „PSA PF1”, fiind mai spațios și mai ușor, având 15 litri în plus și 173 de kg în minus față de 207. A primit 5 stele la testul de siguranță Euro NCAP. 208 găzduiește o „tabletă” similară noului Renault Clio și un acoperiș panoramic. Are un coeficient aerodinamic de 0,29.
Peugeot a anunțat la prezentarea oficială faptul că nu vor fi înlocuitori direcți derivați din 208 pentru Cabriolet și Break, ultimul fiind înlocuit „spiritual” de noul Peugeot 2008.

### Echipări
Access, Active, Allure

### 208 GTi
Derivarea (mai) masculină a lui 208 preia motorul 1.6 (modificat pentru a avea 211 CP) de la Citroen DS3. Există posibilitatea oferirii cutiei automate aferente unității turbo. Nu se va concentra pe performanțe fără compromis, ci pe cifre de vanzări. „RenaultSport are propria sa clientelă, dar noi nu vrem asta. Vrem să punem accentul pe folosirea zilnică, unde avem acces la un public mai larg” (Tim Zimmerman, Manager Peugeot Marea Britanie).
În ciuda puterii, Peugeot spune că versiunea de top, care va avea un timp 0-100 km/h în aproximativ 7 secunde, nu va fi mai orientată spre performanță față de Renault Clio RS. Mai mult, producătorul spune că nu are niciun motiv să dezvolte o versiune și mai performantă a lui 208 GTi, deoarece nu s-ar justifica din punct de vedere al vânzărilor.
208 GTi primește o gardă la sol redusă, suspensie modificată, partea față modificată substanțial, elemente interioare cromate, evacuări duble și scaune sport.

### XY
208 va avea și o versiune dedicată femeilor. XY Concept vine cu elemente concepute pentru a atrage publicul feminin și iese în evidență prin culoarea mov care își schimbă nuanța în funcție de lumina, distanța și poziția pe care o are cel ce privește autoturismul.
XY este propulsat de motorul 1.6 e-HDI de 115 CP cuplat cu o cutie manuală cu șase trepte. Mai apare pielea mov în habitaclu, plafonul în piele neagră, volan desprins din revistele de modă, fundalul din aluminiu mat pe ceasurile de bord și iluminarea LED.

### R2

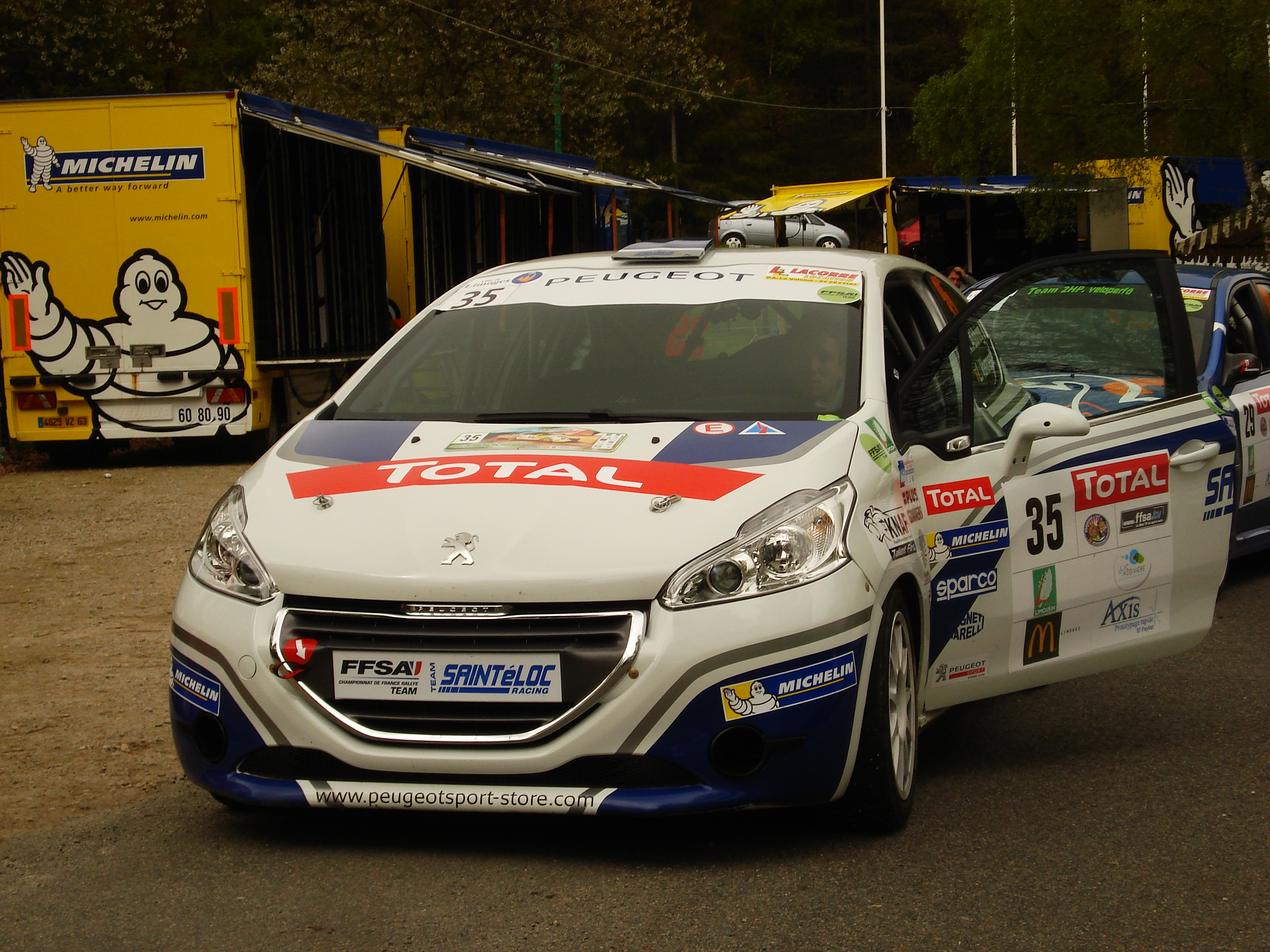
Peugeot 208 R2 condus de Kevin Abbring

Sub caroseria versiunii de raliu se află o unitate cu patru cilindri, de 1600 centimetri cubi, găsită și pe varianta de stradă, modificată pentru 185 de cai-putere. Se adaugă o servodirecție hidraulică, suspensii și frâne noi, alăturate unui set de pneuri Michelin.

### Motorizări

#### Benzină
- 1.0 VTI, 68 CP, Benzina, Manuală, 95 Nm
- 1.2 VTI, 82 CP, Benzina, Manuală, 118 Nm
- 1.4 VTI, 95 CP, Benzina, Manuală, 136 Nm
- 1.6 VTI, 120 CP, Benzina, Manuală, 160 Nm
- 1.6 TCP, 156 CP, Benzina, Manuală, 240 Nm

#### Motorină
- 1.4   HDI, 68 CP,  Diesel, Manuală, 160 Nm
- 1.6 e-HDI, 92 CP,  Diesel, Manuală, 230 Nm
- 1.6 e-HDI, 115 CP, Diesel, Manuală, 285 Nm

## A doua generație (P21; 2019)
A doua generație 208 a fost dezvăluită la Salonul Auto de la Geneva în martie 2019 și a intrat oficial în vânzare în toată Europa în cursul verii. O versiune complet electrică, numită e-208, a fost, de asemenea, dezvăluită la Geneva.
Începând cu această generație, 208 trece de la platforma PF1 mai veche la Platforma modulară comună (CMP). Platforma mai nouă, care este comună cu modelele 2008, DS 3 Crossback și Opel Corsa, a permis inginerilor Peugeot să reducă în jur de 30 kg (66 lb) din greutatea vehiculului. Platforma nou dezvoltată a îmbunătățit, de asemenea, aerodinamica și confortul vehiculului, deoarece nivelurile de zgomot, vibrații și asprime (NVH levels) sunt declarate a fi reduse în comparație cu predecesorul său.
Interiorul lui 208 a fost, de asemenea, actualizat cu Peugeot i-Cockpit, cu un grup de instrumente opțional digital, un design mai mic al volanului și un ecran tactil disponibil în diferite dimensiuni. Butoanele și comutatoarele fizice au fost reduse la minimum, deoarece majoritatea comenzilor au fost integrate în sistemul de infotainment. Este disponibil și cu sisteme avansate opționale de asistență a șoferului, care includ controlul adaptiv al vitezei de croazieră, centrarea benzii, parcare automată și monitorizarea unghiului mort. Modelele echipate cu transmisie manuală dispun de control al vitezei de croazieră până la o viteză minimă de 18 mph (29 km/h); modelele automate și e-208 pot controla mașina până la oprire.

### Aspecte tehnice
Modelul 208 oferă o gamă largă de sisteme de propulsie, folosind motoare convenționale pe benzină sau diesel, hibride sau un motor electric. Motoarele convenționale pe benzină „PureTech” sunt toate de 1,2 litri, cu trei cilindri aspirați natural EB2FA cu 74 CP (55 kW; 75 CP) sau turbo EB2DT cu 100 CP (75 kW; 101 CP) sau turbo EB2DTS cu 129 CP. CP (96 kW; 131 CP), cu excepția versiunilor fabricate în Argentina, care utilizează EC5 cu aspirație naturală de 1,6 litri, fie doar pe benzină, fie cu etanol, pentru export în Brazilia.
Guillaume Clerc, managerul de proiect pentru a doua generație 208, a declarat că dezvoltarea unui 208 GTi pe benzină s-a încheiat în 2017, deoarece a fost imposibil să se îndeplinească țintele medii de emisii de CO2 ale companiei cu motorul de 1,6 litri folosit în generația anterioară 208 GTi. Clerc a sugerat că următorul GTi ar putea fi bazat pe e-208.

### E-208
De la introducerea celei de-a doua generații 208, Peugeot oferă și o versiune electrică cu baterie, numită e-208. Spre deosebire de vehiculele contemporane concurente, cum ar fi Renault Zoe și Volkswagen ID.3, e-208 are un șasiu comun cu 208 pe benzină/diesel. Peugeot a ales acest lucru în mod deliberat pentru a permite potențialilor cumpărători să aleagă sistemul de propulsie care se potrivește cel mai bine cerințelor lor. De asemenea, acest lucru permite Peugeot să asambleze e-208 pe aceeași linie ca și 208, la uzina slovacă din Trnava.

### Facelift
În iulie 2023, Peugeot a anunțat un facelift pentru a doua generație 208.
Modelul actualizat are o față nouă cu faruri, bară și grilă noi, în timp ce în spate primește blocuri optice noi. Faruri cu LED și stopuri parțiale cu LED sunt acum standard, cu opțiunea „Full LED” disponibilă. Grila își păstrează proporțiile, dar are un nou design cu elemente de culoarea caroseriei (cu excepția echipării de bază, în care este mereu neagră), iar bara față încorporează acum trei linii verticale ca noua semnătură luminoasă și lumini de zi (DRLs). Sunt disponibile și culori noi.

În interior, sistemul de infotainment vine acum cu un display de 10 inchi standard (spre deosebire de 7 inchi în modelul pre-facelift), dar instrumentele de bord rămân analog pentru echiparea de bază. Sunt disponibile și țesături noi.